# Басандайка (Томский район)
Басанда́йка — посёлок в Томском районе Томской области. Входит в состав Межениновского сельского поселения.

## Климат
В посёлке Басандайка умеренно-холодный климат. В течение года выпадает значительное количество осадков. По классификации Кёппена — влажный континентальный климат с тёплым летом и равномерным увлажнением в течение года. Климатическое лето продолжается с начала июня до середины августа.
| Показатель                    | Янв.  | Фев.  | Март  | Апр. | Май  | Июнь | Июль | Авг. | Сен. | Окт. | Нояб. | Дек.  | Год  |
| ----------------------------- | ----- | ----- | ----- | ---- | ---- | ---- | ---- | ---- | ---- | ---- | ----- | ----- | ---- |
| Средний суточный максимум, °C | −13,5 | −11,5 | −2,8  | 6,1  | 15,3 | 21,9 | 24,4 | 20,9 | 14,6 | 4,2  | −5,6  | −11,5 | 5,3  |
| Средняя температура, °C       | −17,6 | −16,4 | −8,2  | 1,0  | 9,2  | 15,8 | 18,6 | 15,5 | 9,5  | 0,7  | −9,3  | −15,6 | 0,3  |
| Средний суточный минимум, °C  | −21,7 | −21,3 | −13,6 | −4,1 | 3,2  | 9,7  | 12,9 | 10,1 | 4,5  | −2,8 | −13   | −19,7 | −3,9 |
| Норма осадков, мм             | 33    | 23    | 25    | 35   | 52   | 67   | 73   | 77   | 52   | 59   | 52    | 38    | 586  |
| Источник: Климат Басандайки   |       |       |       |      |      |      |      |      |      |      |       |       |      |

## Население
| 2002 | 2008 | 2009 | 2010 | 2011 | 2012 | 2013 |
| ---- | ---- | ---- | ---- | ---- | ---- | ---- |
| 760  | ↗822 | ↗826 | ↘779 | ↗781 | ↗827 | ↗881 |
| 2014 | 2015 | 2021 |      |      |      |      |
| ↗913 | ↘878 | ↘868 |      |      |      |      |

## История
После постройки в 1887—1892 годах Томской ветви Среднесибирской железной дороги была образована станция «32-я верста», переименованная в начале XX века в «34-й километр», а в 1968 году в станцию Басандайка — по истекающей невдалеке речке Басандайка, наименование которой идёт от имени одного из местных правителей — хана Басандая. В 1970-х поселение при станции развилось в дачный посёлок, называвшийся «Станция Басандайка», а в 2004 году и в официальный населённый пункт Басандайка.

## Транспорт
На территории посёлка располагается железнодорожная станция ветки Тайга-Томск-Белый Яр. Также транспортная связь с Томском осуществляется с помощью пригородных автобусных маршрутов №№ 32/118 и 510.

## Образование
В посёлке есть школа (МБОУ «Басандайская СОШ имени Д. А. Козлова» Томского района).

## Достопримечательности
Неподалёку от посёлка находятся Таловские известковые чаши, входящие в список природных памятников Томской области.